# مارك لورانس (سياسي)
مارك لورانس (بالإنجليزية: Mark Lawrence)‏ هو محامي وسياسي أمريكي، ولد في 27 يونيو 1958 في الولايات المتحدة. حزبياً، نشط في الحزب الديمقراطي.